# George Ogbeide
George Ogbeide (né le 4 août 1968) est un athlète nigérian, spécialiste du saut en longueur. 

## Biographie
George Ogbeide termine 4e du relais 4 × 100 m lors des championnats du monde 1991 à Tokyo, avec Olapade Adeniken, Victor Omagbemi et Davidson Ezinwa, en 38 s 43.

### Palmarès
| Date | Compétition           | Lieu      | Résultat | Épreuve          | Performance |
| ---- | --------------------- | --------- | -------- | ---------------- | ----------- |
| 1991 | Universiade           | Sheffield | 2e       | Saut en longueur | 8,08 m      |
| 1991 | Championnats du monde | Tokyo     | 4e       | 4 × 100 m        | 38 s 43     |
| 1991 | Championnats du monde | Tokyo     | 13e      | Saut en longueur | 7,78 m      |
| 1991 | Jeux africains        | Le Caire  | 1er      | Saut en longueur | 8,22 m      |

### Records
| Épreuve          | Performance | Lieu    | Date           |
| ---------------- | ----------- | ------- | -------------- |
| Saut en longueur | 8,24 m      | Cottbus | 3 juillet 1991 |